# Acropora awi
Acropora awi là một loài san hô trong họ Acroporidae. Loài này được Wallace and Wolstenholme miêu tả khoa học năm 1998.